# 山本泰一郎
山本泰一郎（1961年1月6日—）日本的动画导演、演出家。出生在神奈川县茅崎市。

## 生平
1983年加入布姆兰工作室（日语：スタジオブーメラン），擔任動畫師。1991年擔任演出家。與佐藤真人一起參與了《红男爵》（日语：レッドバロン）的製作，擔任分鏡、演出的職務（後來2人又共同參加了《名偵探柯南》的製作）。名偵探柯南放送之初他參加製作，在119話至332話擔任監督。卸任電視動畫監督之後他接替兒玉兼嗣擔任第8部劇場版（《銀翼的奇術師》）的監督，之後退出布姆蘭工作室，直到第15部劇場版（《沉默的15分鐘》）由靜野孔文接替監督一職，山本擔任總監督，第17部（《絕海的偵探》）擔任監修，之後接替於地紘仁擔任電視動畫監督至今（667話－）

## 主要参加作品

### 日本电视动画
- 夫人乔吉（1983年）动画、原画
- 远古魔神（1984年）原画
- 淘气双子星 克莱尔学院物语（1991年）演出
- 我与我 两个绿蒂 （1991年 - 1992年）分镜、演出
- 佛兰德斯的狗 我的佩特雷（1992年 - 1993年）分镜、演出
- 家有賤狗（1993年 - 1994年）作画监督
- 红男爵（1994年 - 1995年）分镜、演出
- 鬼神童子ZENKI（1995年）作画监督
- 怪盗St. Tail （1995年 - 1996年）分镜、演出
- 名侦探柯南（1996年 - ）原画、分镜、演出、构成、OP·ED分镜、演出、原画、监督（2代，5代）
- 我的女神（1998年 - 1999年）分镜、演出
- 哈姆太郎（2000年 - 2008年）原画、OP分镜·演出
- PROJECT ARMS（2001年 - 2002年）开幕原画
- 神样中学生（2005年）原画、分镜
- 天使心（2005年 - 2006年）分镜、演出
- 格斗美神 武龙 REBIRTH（2006年）ED2分镜·演出
- 普路路 小雫（2006年 - 2007年）分镜
- 史上最强弟子兼一（2006年 - 2007年）分镜、演出
- 淘气小亲亲（2008年）分镜
- 元氣少女緣結神（2012年）分鏡、演出、原畫、OP·ED原畫

### 剧场版
- 福星小子 只有你（1983年）动画
- 渥太利亚（1986年）原画
- 真救世主传说 北斗之拳 Raoh传 殉爱之章（2006年）原画协力

#### 名侦探柯南系列
- 名偵探柯南：引爆摩天樓（1997年）原畫、演出助手
- 名偵探柯南：第十四號獵物（1998年）原畫
- 名侦探柯南：世纪末的魔术师（1999年）原畫
- 名偵探柯南：瞳孔中的暗殺者（2000年）原畫
- 名偵探柯南：銀翼的奇術師（2004年）導演、原畫、演出
- 名偵探柯南：水平線上的陰謀（2005年）導演、原畫、演出
- 名偵探柯南：偵探們的鎮魂歌（2006年）導演、原畫、演出
- 名偵探柯南：紺碧之棺（2007年）導演、原畫、演出
- 名偵探柯南：戰慄的樂譜（2008年）導演、原畫、演出
- 名偵探柯南：漆黑的追跡者（2009年）導演、原畫、演出
- 名侦探柯南：天空的遇难船（2010年）導演、原畫、演出
- 名侦探柯南：沉默的15分钟（2011年）總導演
- 名侦探柯南：第11位前锋（2012年）總導演
- 名偵探柯南：絕海的偵探（2013年）

監修

## OVA
- 网球甜心2（1988年 - 1990年）原画
- 名侦探柯南 柯南VS基德VS阿剑 宝刀争夺大作战（2000年）分镜、演出、监督
- 名侦探柯南 16人的嫌疑犯（2002年）分镜、监督
- 名侦探柯南 柯南与平次与消失的少年（2003年）监督
- 名侦探柯南 来自阿笠的挑战书 阿笠vs柯南&少年侦探团（2007年）监督
- 名侦探柯南 女子高中生侦探 铃木园子事件簿（2008年）监督
- 名侦探柯南 工藤新一 迷之墙和黑色拉布犬事件（2008年）监督
- 名侦探柯南 新一与兰·麻将牌与七夕的回忆（2009年）监督
- やなせたかしメルヘン剧场 Takora的钢琴（2008年）监督、分镜、演出